# تاره فارس
تاره فارِسْ مدل عراقی و ستارهٔ شبکه‌های اجتماعی بود. او بنا به اطلاعیهٔ وزارت کشور عراق روز پنج‌شنبه ۲۷ سپتامبر ۲۰۱۸ در پی شلیک‌های متعدد دو فرد موتورسوار در بغداد به قتل رسید. فارس که ۲۲ سال داشت در رقابت‌های دختر شایسته عراق از شانس بسیاری برخوردار بود. وی پیش از این نیز دختر شایستهٔ بغداد شده بود. به دنبال این حادثه حیدر عبادی، نخست‌وزیر عراق، روز جمعه دستور به تحقیق و تفحص داد.